# Охойно
Охойно (пол. Ochojno) — село в Польщі, у гміні Свьонтники-Гурні Краківського повіту Малопольського воєводства.
Населення — 1581 особа (2011).
У 1975-1998 роках село належало до Краківського воєводства.

## Демографія
Демографічна структура станом на 31 березня 2011 року:
|          | Загалом | Допрацездатний вік | Працездатний вік | Постпрацездатний вік |
| -------- | ------- | ------------------ | ---------------- | -------------------- |
| Чоловіки | 801     | 156                | 580              | 65                   |
| Жінки    | 780     | 159                | 479              | 142                  |
| Разом    | 1581    | 315                | 1059             | 207                  |